# 潭子墘 (嘉義縣六腳鄉)
潭子墘，原寫為潭仔墘，又寫為潭仔漧，是臺灣嘉義縣六腳鄉的一個傳統地域名稱，位於該鄉中部，並延伸至中部偏西南。相較於今日行政區，其範圍大致包括潭墘村不含東北端及東南部邊界地帶、竹本村西南端、魚寮村東南端、正義村北半部的東半部、溪厝村北中西段及西端。

## 歷史
台灣日治初期，潭子墘地區為一街庄（舊制街庄），稱為「潭仔漧庄」，隸屬於大槺榔西堡。該庄昔日西邊北段及北邊西至中段與竹仔腳庄為鄰，北邊東段與三姓藔庄為鄰，東與大塗師庄為鄰，南邊為溪墘厝庄，西南邊為下雙溪庄，西邊南至中偏北段為六腳佃庄。
1901年（日治明治三十四年）11月11日，全台廢縣廳改設二十廳，該庄隸屬於嘉義廳。1904年（明治三十七年）2月20日，該庄編入「六腳佃區」，隸屬於嘉義廳。1905年（明治三十八年）7月1日，嘉義廳內管轄區域調整，該庄仍隸屬於「六腳佃區」。1909年（明治四十二年）10月25日，全台合併二十廳為十二廳，六腳佃區仍隸屬於嘉義廳。1920年（大正九年）10月1日，全台地方制度大改正，廢十二廳改設五州二廳，該庄改制並雅化為「潭子墘」大字，隸屬於臺南州東石郡六腳庄（新制街庄）。
戰後六腳庄改制為六腳鄉，隸屬於臺南縣，大字亦改制為村。1950年10月25日，雲、嘉、南分治，六腳鄉改隸屬嘉義縣。

## 聚落
該地區發展較早的聚落有潭仔漧（潭仔墘）、後樸仔腳、大中溝、小中溝（已消失）、占厝厝（占富厝）等，在日治期初期的官方地圖上已有記載。

## 交通
縣道166號是東石至瑞里的道路，經過本地區主聚落。由該道路西行可前往東石鄉，並止於東石市區；東行可前往新港鄉南部、民雄鄉南部、竹崎鄉、梅山鄉，並止於瑞里聚落東北東邊的縣道162甲線路口。
鄉道嘉50線是更寮至蒜頭的道路，經過本地區西南部的占富厝聚落。
鄉道嘉51線是竹仔腳至潭仔墘的道路，其南側端點（終點）位於本地區潭仔墘聚落西側的縣道166號路口。
鄉道嘉52線是竹仔腳至田魚寮的道路，其南側端點（終點）位於本地區西北端的鄉道嘉51線路口（竹仔腳地區田魚寮聚落東郊）。
鄉道嘉53線是潭仔墘至後壁寮的道路，其北側端點（起點）位於本地區潭仔墘聚落中部偏東北的縣道166號路口。

## 學校
- 蒜頭國小潭墘分校